# Hey Now (Blaudzun)
Hey Now is een nummer van de Nederlandse singer-songwriter Blaudzun uit 2018. Het is de eerste single van zijn zevende studioalbum _UP_.
"Hey Now" is een ingetogen nummer met een hoopvolle tekst. Blaudzun schreef het nummer in zijn hotelkamer in Barcelona, en naar eigen zeggen was het "zo'n liedje dat in zes minuten ontstaat". Tijdens het schrijven van de plaat nam hij het voorbeeld aan de manier waarop Michael Stipe van R.E.M. liedjes schreef. Later paste hij het nummer nog verder aan. Het nummer werd NPO Radio 2 TopSong, maar desondanks bereikte het de hitparades niet.